# Culture des Comores

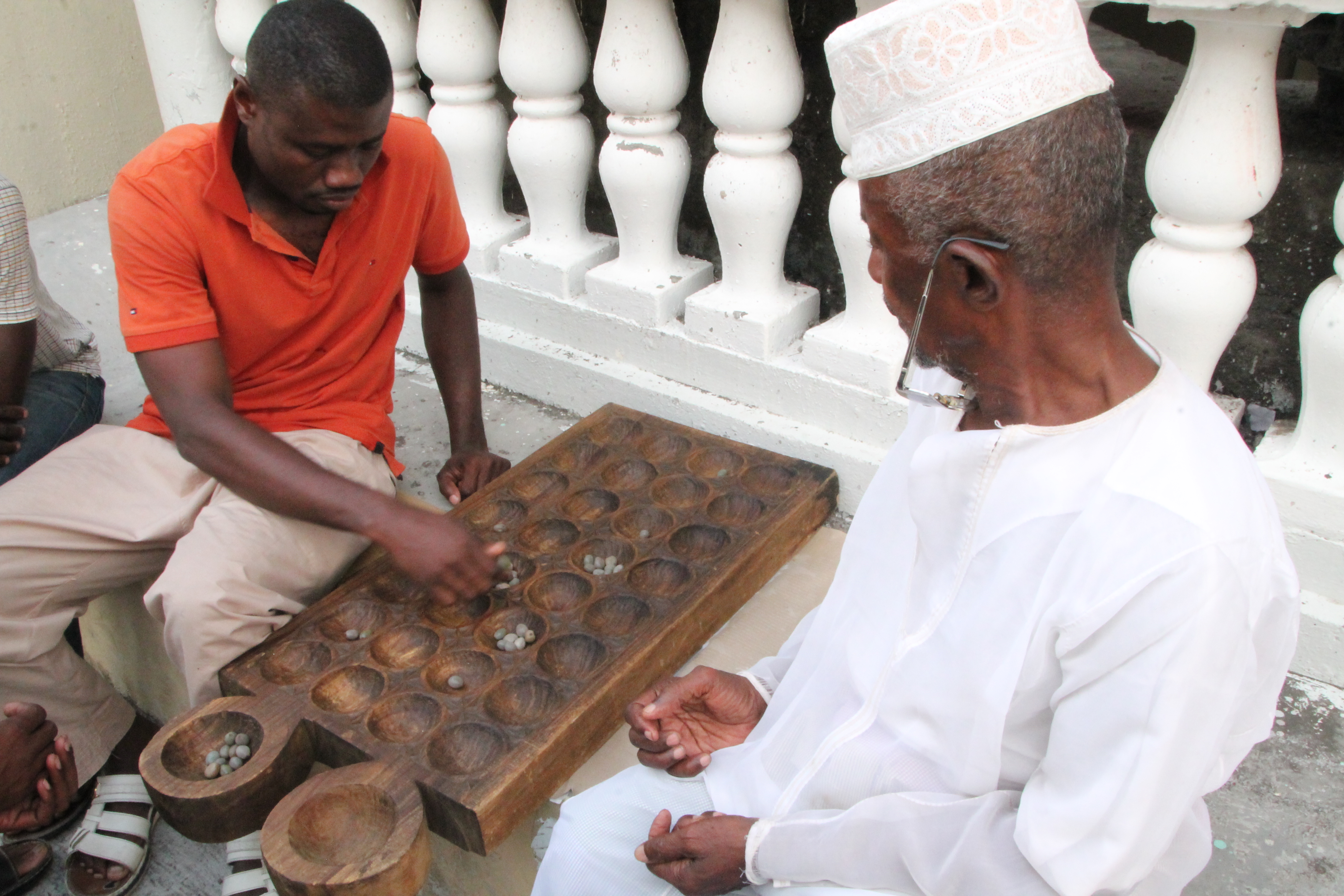
Deux hommes jouant au mraha à Iconi.

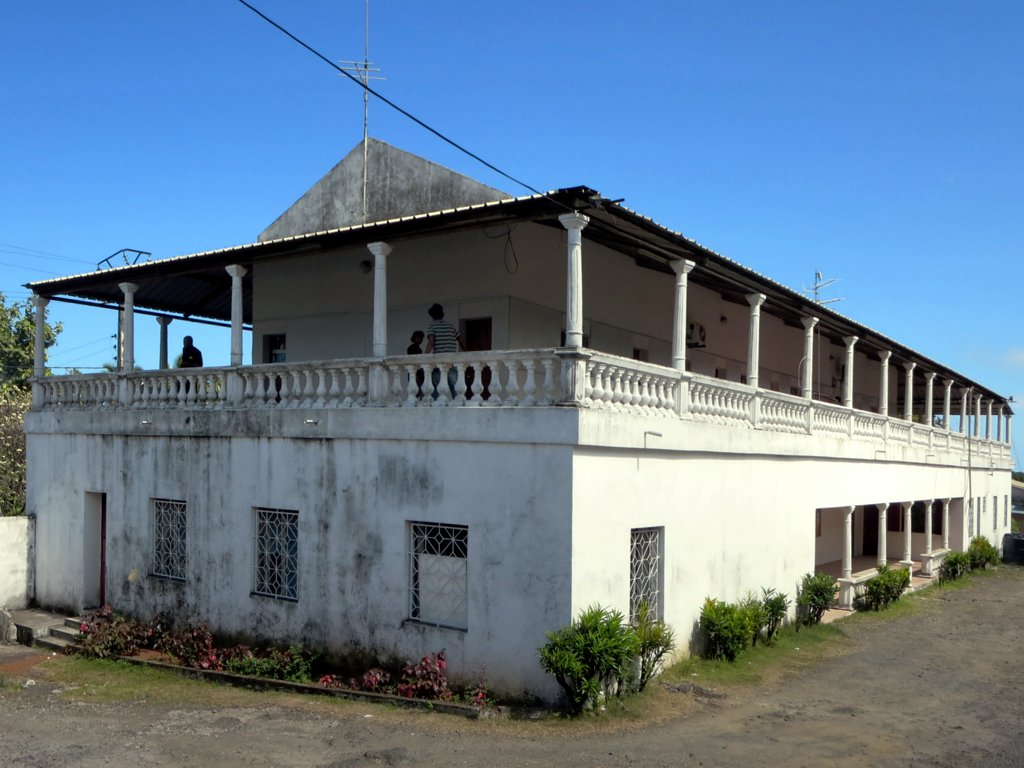
Musée des Comores.

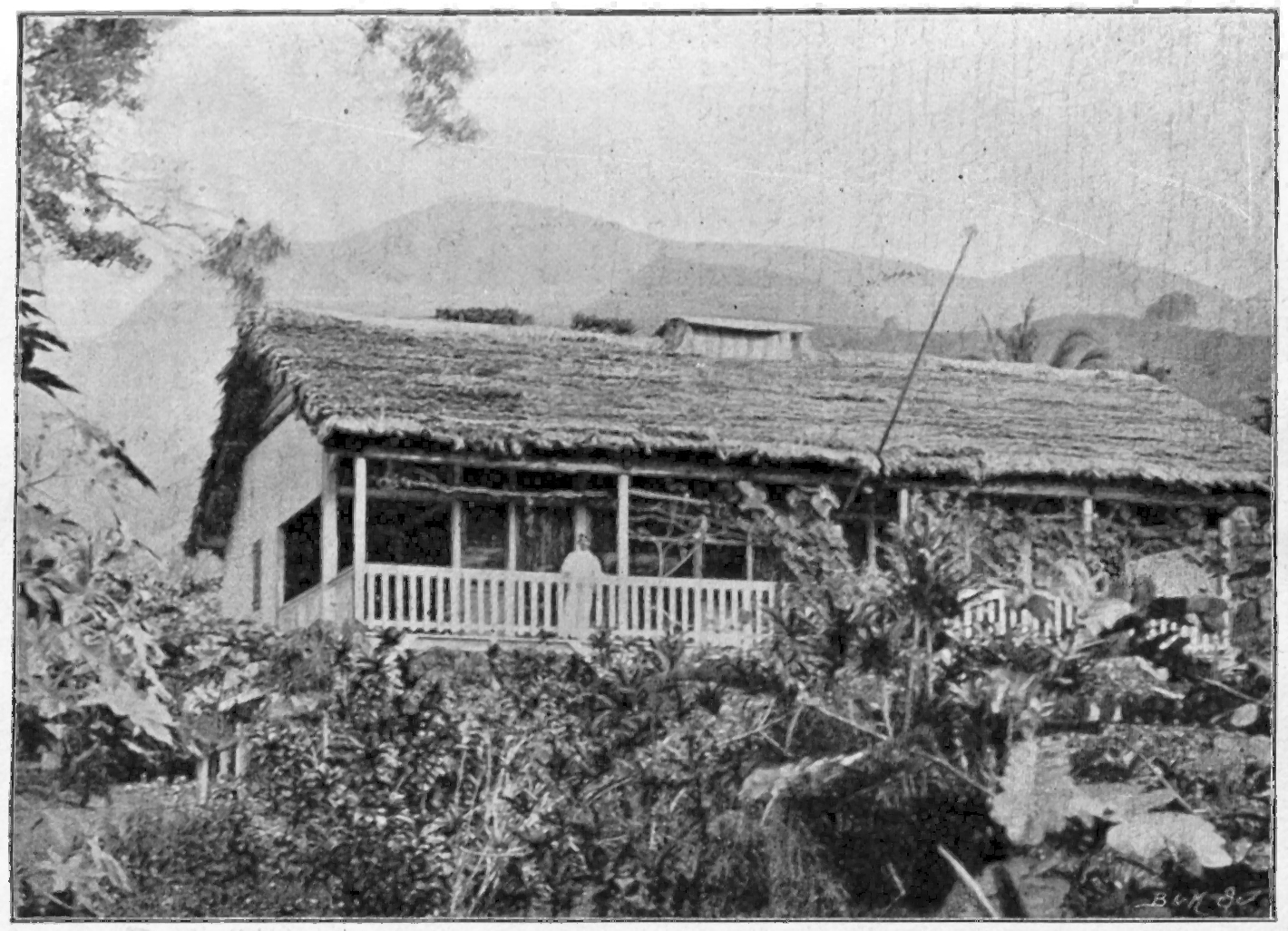
Résidence de France à Anjouan, 1930.

La culture des Comores, petit archipel d'Afrique australe, désigne d'abord les pratiques culturelles observables des 1 100 000 habitants de l'union des Comores et des diasporas.
Les habitants séculaires des comores, qui se nomment les Grand-Comoriens ou Comoriens, les Anjouanais, et les Mohéliens préservent une branche méridionale de la culture swahilie1

## Introduction

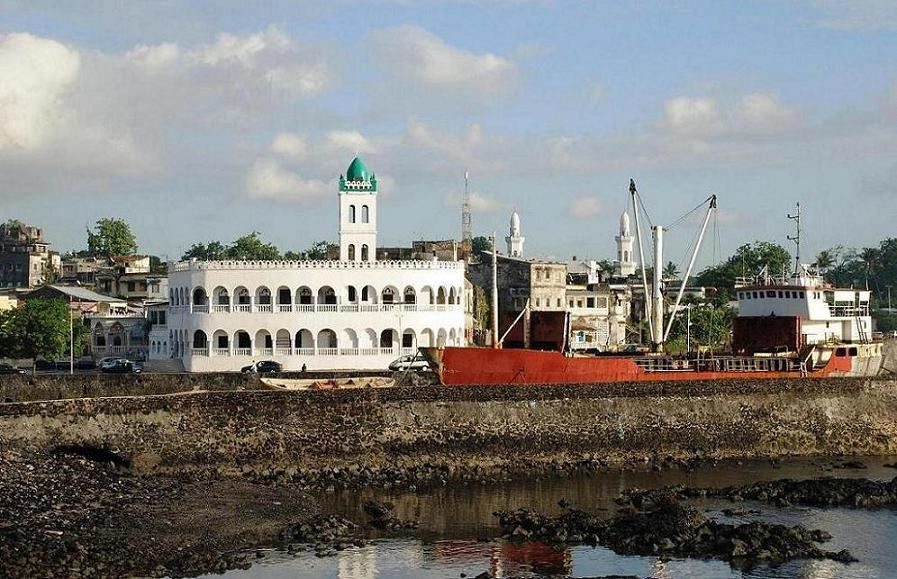
Mosquée principale de Moroni.

La population des Comores, pour une grande part d'origine ethnique bantou, est essentiellement musulmane sunnite de rite chaféite. 
La culture comorienne est historiquement une subdivision méridionale de l'importante Culture swahilie, ensemble culturel africain d'origine bantoue, d'influence indienne et arabo-musulmane[citation nécessaire], présent sur toute la côte est-africaine et une partie des îles de l'océan Indien occidental (région anciennement appelée « Zanguebar »), et dont la principale unité politique historique fut au XIXe siècle le grand sultanat de Mascate et Oman (qui deviendra le Sultanat de Zanzibar fin XIXe siècle, auquel les îles des Comores n'ont cependant jamais formellement appartenu). Les Comores constituent toutefois une région satellitaire de cet ensemble culturel - d'où le fait que les différents dialectes comoriens sont linguistiquement légèrement éloignés du kiswahili continental -, marqué par de nombreuses autres influences fortes comme les cultures malgache (très importante à Mayotte, nettement moins aux Comores), persane (Shirazie), indienne ou bien sûr française, notamment par le biais de Mayotte[évasif].
La religion structure en grande partie la société, mais de nombreuses coutumes et schémas sociaux propres aux peuples d'Afrique de l'Est sont profondément ancrés dans la vie de tous les jours :
- famille matrilinéaire et également matrilocale (la maison appartient à la femme[1]),
- regroupement par classe d'âge et rites initiatiques ou de passages,
- forte importance du village d'origine (communauté) et liens privilégiés avec les membres du village,
- tradition de l'accueil et de l'hospitalité.

À la différence des autres îles, la culture malgache est très présente à Mayotte. Le Kibushi (langue sakalave) est la langue maternelle de près de 20 % de la population, plusieurs villages sont malgachophones, ainsi que de nombreux toponymes. Une petite population malgache existe également à Anjouan, mais elle est négligeable à Mohéli et en Grande Comore. De nombreuses traditions et pratiques culturelles sont partagées avec les régions de Mahajanga, Nosy-Be et Antsiranana (Diego-Suarez) depuis plusieurs siècles comme en témoignent plusieurs découvertes archéologiques (civilisations de Dembeni et d'Accoua XIe – XIVe siècle).

## Langues
Les langues officielles de la République des Comores sont le comorien (shikomori, lingua franca), l'arabe et le français. La langue officielle de Mayotte est le français, mais deux langues locales y sont également reconnues, le shimaoré et le kibushi. 
Les langues courantes, selon les îles, sont : mahorais (shimaore), grand comorien (shingazidja), mohélien (shimwali), anjouanais (shindzuani), sakalava / antalaotsi (shibushi), portugais... 
De nombreux Mahorais parlent également le malgache pour différentes raisons :
- une très nombreuse communauté comorienne vit à Madagascar, ce qui facilite les échanges entre Madagascar et les îles de l'archipel ;
- une très nombreuse communauté malgache vit à Mayotte, depuis plusieurs générations (au moins le XIXe siècle).

## Structures sociales
Comme de nombreuses sociétés bantoues l'individu n'est rien face au groupe. L'appartenance au groupe est le fondement de la société et toute mise à l'écart est la plus sévère des punitions. Aux Comores, l'appartenance se définit d'abord par le village d'origine ensuite par l'appartenance à des sociétés de type initiatique. Ces liens forment un quadrillage qui définit un individu.
D'autre part, si déjà aux Comores les comoriens ont une tendance forte à se regrouper par communauté d'origine et même de village.
- Personnalités comoriennes
- Personnalités de Mayotte
- De la diaspora comorienne, Diaspora mahoraise
- Enseignement à Mayotte, Lycée de Sada
- Système éducatif des Comores

### Symboles
- Emblème des Comores, Drapeau des Comores, Devise des Comores, Udzima wa yamasiwa (1978, hymne national)
- Armoiries de Mayotte, hippocampe, ylang-ylang[2]

### Classes sociales
La société issue du mélange arabo-bantou du XIIe au XVe siècle forme les fondements de la culture comorienne. Cette société qui s'appuie sur l'esclavage et le clientélisme possède plusieurs classes distinctes. La plus importante numériquement est celle des gens libres (wangwana), elle-même très hiérarchisée en fonction de l'importance sociale de la famille dans le village de naissance. Les gens du palais (wakabaila) sont les descendants arabo-perso-africains, ce sont les nobles. Les serviteurs de ces nobles, issues de familles clientes. Les sociétés socio-professionnelles regroupées dans les villes ou dans les villages de pêcheurs, jugées inférieures par les gens libres. Les commerçants, grands voyageurs, bénéficiaient d'un statut particulier.

### Société de type initiatique
Comme dans plusieurs sociétés de l'Afrique orientale, il existe une organisation de la population en classes d'âge (Hirimu en Grande Comores, Shikao à Mohéli) et en différents mérites ou rituels accomplis. L'aboutissement de cette organisation est le grand mariage Dola n'kou ou Houlola ha ada). Cette organisation permet un certain mixage social qui sert à la fois d'ascenseur social, d'échappatoire, un co-initié, même noble peu y être brocardé par exemple. La signification des rituels et l'importance sociale que cela génère diffère selon les îles. Les grands moments de ces rituels sont les sacrifices et les partages de bœufs qui révèlent la structure de la hiérarchie sociale.
En Grande Comore, la situation est plus hiérarchisée que dans les autres îles. Le pouvoir obtenu par l'obtention de ce statut engendre des situations et des comportements très particuliers. Certains pensent que cette coutume en Grande Comore est un frein au développement.
Les Wandru Wadzima, les hommes accomplis :
- Wafomamdji (Mfaume, roi), littéralement rois du village,
- Wabaladjumbé, littéralement ceux du centre,
- Wanazikofia, ceux qui portent le Kofia.

Les Wanamdji en Grande Comores et wanahirimu dans les autres îles, qui n'ont pas fait le grand mariage :
- Maguzi, adultes,
- Wafomanamdji, rois des enfants,
- Wazuguwa,
- Washondje, ceux qui font les corvées.

### Famille
La famille traditionnelle est matrilinéaire, ce qui ne va pas sans contradiction avec la tradition musulmane. Les règles sont codifiées et très logiques si l'on accepte ce système. Ceci a pour conséquence :
- La femme est propriétaire de la maison, et la résidence après le mariage étant uxorilocale, son mari vit chez elle. Chez lui, c'est chez sa sœur ou sa mère.
- Seules les femmes peuvent hériter mais elles n'ont pas toujours l'usufruit de leur bien. C'est leur oncle maternel ou le frère à défaut qui en est gérant. À cet homme incombera aussi certaines responsabilités et droits sur la famille et les biens (et non pas à l'époux).
- Un homme a le devoir de s'occuper matériellement de ses sœurs et nièces (filles de ses sœurs uniquement) puis éventuellement ensuite de ses filles[3].
- Deux cousins issus de frère sont considérés comme éloignés, alors que par exemple des cousins à la 4e génération, issus de femme (uniquement) sont considérés comme très proches[réf. nécessaire].
- Un homme, si cela est nécessaire doit se ruiner pour ses nièces, sans quoi le déshonneur le guette[réf. nécessaire].

Le système de l'honneur est également particulier. La plus grande punition que l'on peut infliger à un homme, c'est l'ostracisme. Vivre seul est la plus grande malédiction que l'on puisse souhaiter à un homme, aussi à cette idée, tous rentrent dans le rang.[réf. nécessaire]
L'adoption est également une pratique courante, l'enfant dit alors maman à plusieurs femmes, et il sait parfaitement qui est sa génitrice. Une femme adopte, mais l'autre n'abandonne pas, la mère confie l'enfant parce que la mère adoptive a envie d'en avoir un, parce qu'elle ne peut plus en assurer la garde, etc. Si le besoin s'en fait sentir, l'enfant peut fort bien retourner vivre avec sa mère biologique, ou une autre…
Les divorces sont courants, et il n'est pas rare pour une femme de se marier plusieurs fois. Cela est souvent dû à la tendance des hommes à vouloir s'engager dans la polygamie (à cause des familles, pour des raisons de village).
Il existe plusieurs sortes de mariage, qui n'ont pas tous la même valeur sociale dans chacune des îles. 
Le mariage festif et de notoriété s'appelle grand mariage. C'est le but de tout homme et femme respectable.
Les mariages forcés entre jeunes filles et hommes âgés sont de moins en moins acceptés et restent une préoccupation des jeunes filles, même s'ils deviennent rares. 
Ce thème est très présent dans les concours de nouvelles pour lycéens organisés dans la COI auxquels les Comores participent.

### Sabénas

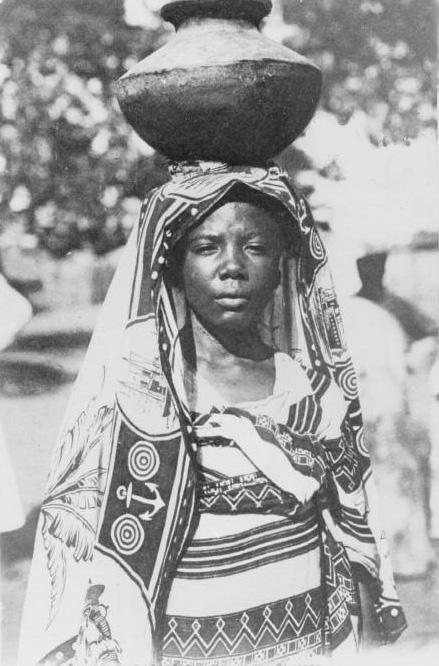
Comorienne de Madagascar en 1908

Les Sabenas sont des Comoriens chassés en masse de Madagascar début 1977, ce nom leur provient de la compagnie belge qui les a secourus. En effet, le rutaka (pogrom) s'est déclenché à Majunga à Diego-Suarez, dans cette ville uniquement, vers la fin du mois de décembre 1976, perpétré par les Betsirebaka et des Antandroy, deux tribus malgaches, contre toute population d'origine comorienne, par identification de leur nom à résonance musulmane ou de leur frontal noirci par la génuflexion lors des prières. Il serait parti d'un banal conflit de mœurs et de voisinage. Les premières évacuations ont eu lieu début janvier 1977 par des bateaux Ville de Tuliéar et Ville de Manakara, enfin par la ligne aérienne belge Sabena. 
Ces Comoriens, bien souvent métissés, installés sur la côte nord-ouest de Madagascar depuis des générations, forment le cinquième groupe culturel constituant la population comorienne.

## Religions et croyances

### Pratiques magiques
Issu des croyances africaines, le savoir-faire des Comoriens dans l'occultisme est très réputé dans l'océan Indien. Ali Soilih, dirigeant de l'État Comorien entre 1975 et 1978 a fermement poursuivi et persécuté les auteurs de ces pratiques.

### Pratiques de l'islam

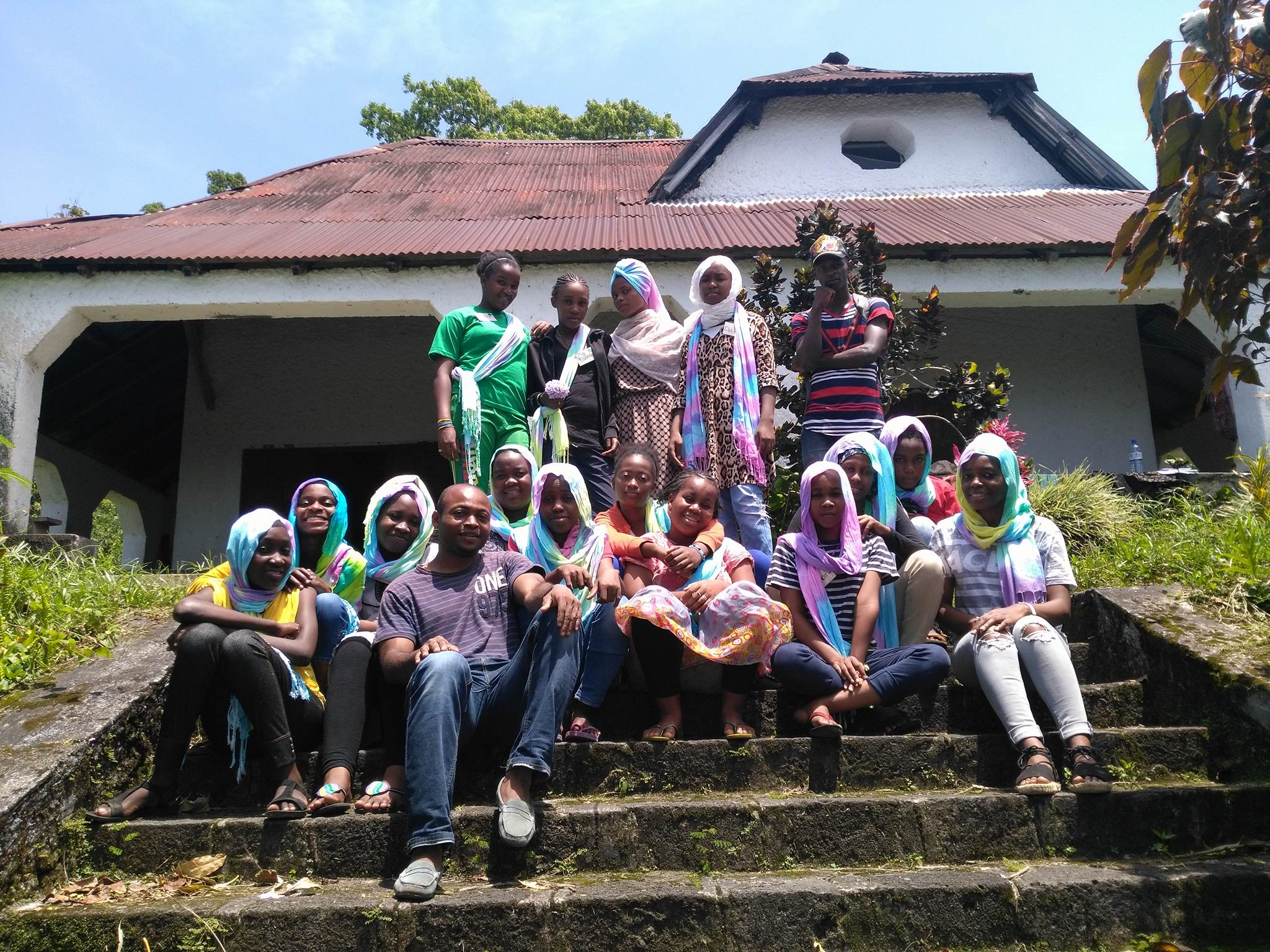
Participantes à un camp de jeunesse.

L'archipel a été islamisé du IXe au XVe siècle.
L'islam pratiqué est un islam tolérant de rite chaféite. Surtout dans l'union des Comores, les enfants ont pour premier lieu de formation l'école coranique où ils apprennent à lire et écrire en caractère arabe et à réciter les versets. Il n'est pas rare d'y rencontrer des personnes se réclamant du soufisme. En Grande Comore, les ouléma s'attachent à garder vivante les coutumes issues d'Afrique ainsi que les pratiques islamiques. Ces deux héritages sont quelquefois en contradiction ce qui colore d'une façon très originale l'islam des Comores.
On peut citer par exemple dans cette île :
- Les cérémonies en mémoires des morts (qui font penser aux rites vaudou)
- La présence de rites « magiques » associée en la croyance à certains esprits (assimilés aux djinns)

Si la tradition chaféite a longtemps permis une grande tolérance religieuse aux Comores, l'influence récente et grandissante de l'Arabie saoudite, qui investit largement dans l'île (40 millions d'euros en 2017) sous l'impulsion du président Azali Assoumani fait craindre aux observateurs internationaux une emprise du radicalisme salafiste sur l'archipel, et des dangers politiques qu'il entraîne. Ainsi, un rapport de 2019 de la Commission des Affaires Étrangères de l'Assemblée Nationale raconte : 

« Les États du Golfe, particulièrement l'Arabie Saoudite, y exercent une influence croissante. Alors que le président Sambi était tourné vers l'Iran, le président Azali est résolument tourné vers l'Arabie Saoudite, à tel point que les Comores ont rompu leurs relations avec l'Iran et plus récemment avec le Qatar. L'Islam sunnite de rite chaféite est la religion de 98 % de la population et la révision constitutionnelle [prononcée par le président Azali en 2017] lui a conféré le rang de religion d’État. Dans les faits, il semblerait que les populations chiites, largement minoritaires, fassent l'objet de mesures répressives, portées au plus haut sommet de l’État. [...] On constate une tendance à la radicalisation de certains individus, devenue un sujet d'inquiétude aux Comores. Or, elle tient en partie à l'influence d'imams formés à l'étranger, dans les États du Golfe, au Soudan, ou encore au Pakistan. [...] Rien n'a vraiment été entrepris dans le pays pour lutter contre la radicalisation. Les autorités considèrent en effet le chiisme comme une menace plus importante que le sunnisme radical. »

### Enjeux et transformations
Dans l'union des Comores, l'équilibre est instable. En effet, de nombreux étudiants obtiennent des bourses d'études pour aller étudier la religion dans les pays arabes et reviennent enseigner des principes qui peuvent être en contradiction avec la tradition. Plusieurs pays du Golfe, par l'intermédiaire de financement de mosquée et de centre de formation, tentent d'introduire un islam plus rigoureux de type wahabite. Certains voient dans ces changements la volonté des autorités locales et religieuses de s'affranchir de l'influence de la France.
A contrario, à Mayotte, la société subit une certaine sécularisation du fait de l'abandon de la loi islamique locale pour la loi française.
D'autre part, comme dans l'ensemble des pays de la région, se développe dans les îles, un islamisme plus radical, qui conduit certains à des voies violentes. Même si cet islam laisse incrédule la plupart des habitants des îles, son audience augmente notamment par mimétisme.

## Fêtes culturelles et religieuses

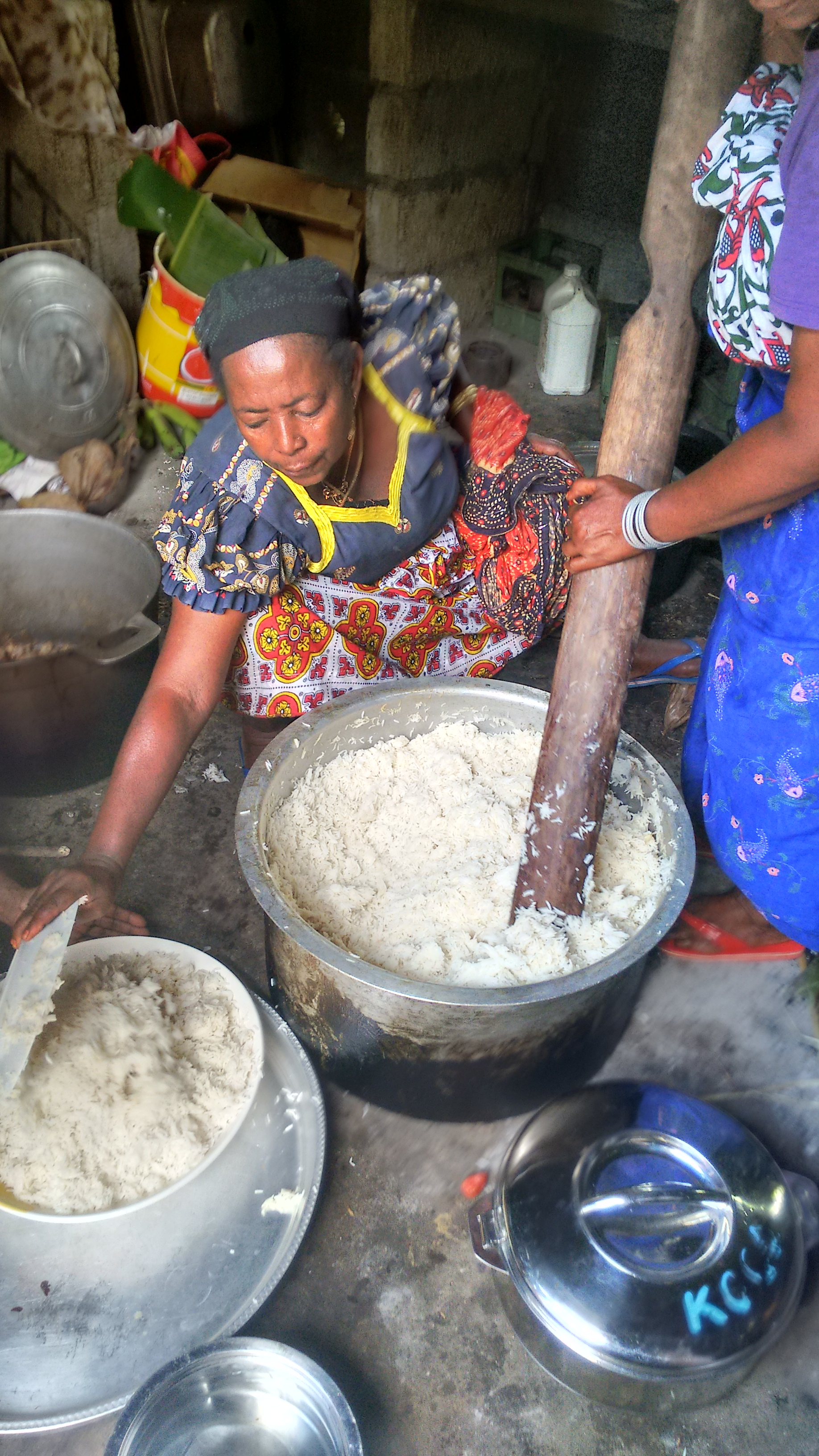
Préparatifs pour le Mawlid

- Les maoulides, fêtes pour marquer la naissance du prophète Mahomet
- Le grand mariage, le ãda en shikomori à la Grande Comores
- le shungu et gori sont 2 catégories de mariage a moheli
- le shigoma, foumba yadjio, diridji, goma la malida, tari la massingo: musiques traditionnelles moheli lors du mariage
- les twarab
- les « ides » (Aïd el-Fitr et Aïd al-Adha (Aïd el-Kebir)
- Enterrements
- Les Majilis, réunion d'hommes

## Arts de la table

### Cuisine
Comme la cuisine créole, elle est influencée par les cuisines indienne, arabe, malgache et africaine.
Les aliments de base les plus consommés sont le riz, le manioc, les bananes vertes (ndrovi) et les fruits de mer. La noix de coco est la base de nombreuses sauces.
On peut signaler les spécialités suivantes :
- Poulet ou poisson (nkuhu hawu nfi) et bananes vertes sauce coco, présenté bien sûr avec du riz.
- Le madaba : feuilles de manioc ou de taro pilées dans un mortier et cuites très longuement dans du lait de coco, incluant ou non un émincé de poisson, le tout présenté avec du riz.
- Ntsambu ou (fr:sagou) : spécialité unique. Ce sont des noix séchées puis enterrées cinq jours pour en assurer la fermentation. Elles sont cuites enfin dans du lait de coco. Les curieux adoreront. Les autres, effrayés par une légère odeur inconnue, fuiront.
- Mkatra siniya : gâteau de farine de riz et de lait de coco.
- Mkatra Gudugudu (ou mkatra djungu ): gâteau au goût de cardamome, d'aspect marron.
- Les tangues : comme dans tout l'océan Indien on mange, mais essentiellement les hommes, les tangues, insectivores de la famille des tanguicités, qui ressemblent aux hérissons.
- Donace (sorte de beignets sucrés et frits), provenant de Zanzibar et qui seraient l'héritage de l'influence anglaise donuts.
- Maélé na dzywa : riz accompagné de lait caillé et parfois sucré au miel.
- Maélé na rougaï : riz accompagné d'une sauce à base de tomates et d'oignons.
- Fouryapa la Pvahwa : plat spécial pour la ville de Mitsoudjè ; du fruit à pain préparé à base de poisson et plein d'épices jaunâtre qui lui donne l'aspect jaune ; il reste le secret des Mitsoudjéens.

On y savoure aussi des plats et spécialités directement d'origine indienne :
- Samoussa (samboussa en shikomori)
- Pilau

## Artisanats

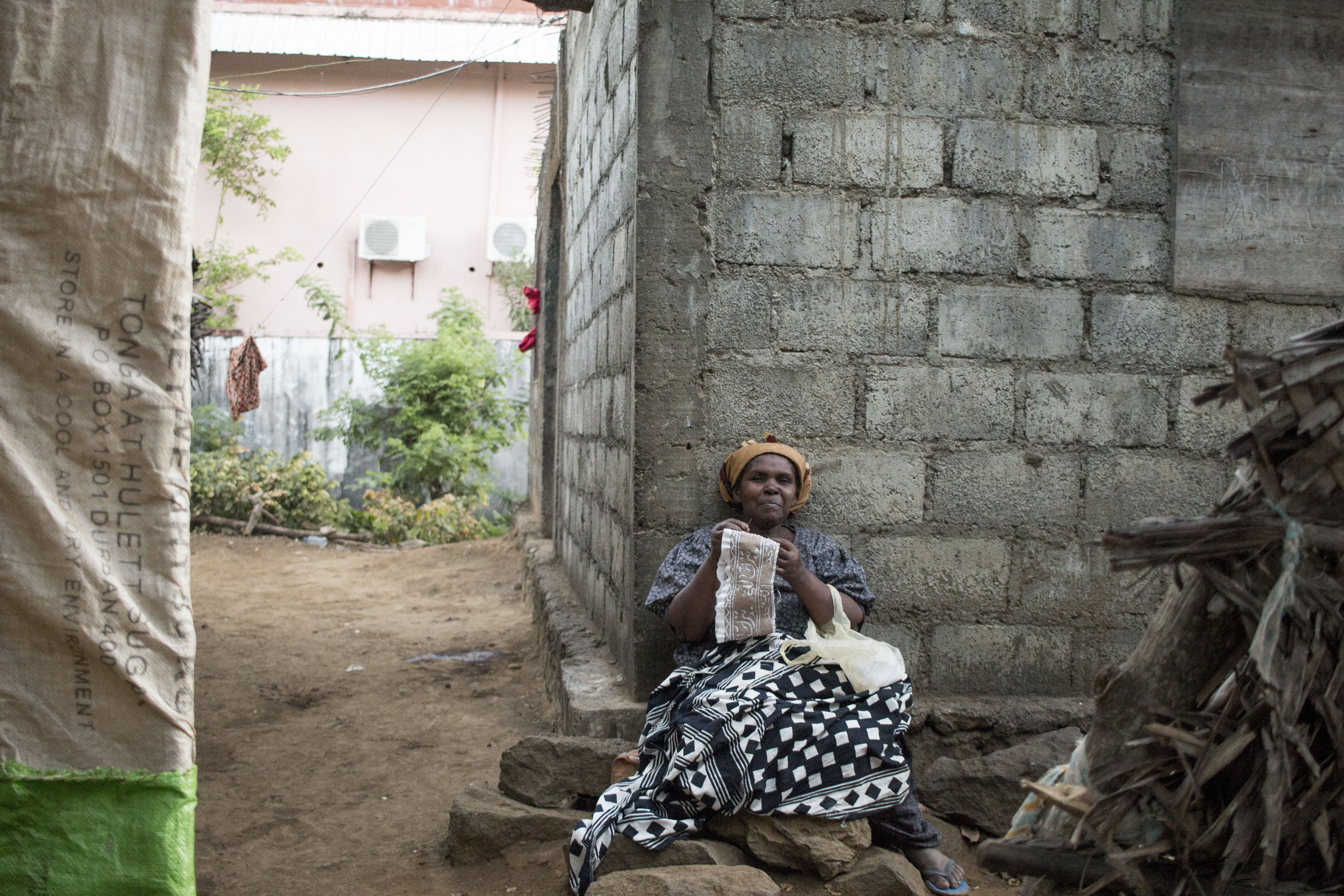
Femme confectionnant une kofia.

### Habillement
Très attaché à leur lignée, chacun respecte les costumes caractéristiques et surtout les couleurs caractéristiques que leur village possède. Les différences de costumes sont surtout notables pour ceux des femmes. La couleur d'un foulard de femme (chiromani en comorien) indique, encore en 2005, l'île d'origine de cette femme. Les détails des vêtements indiquent le niveau dans la hiérarchie coutumière (célibataire, grand mariage, hadj…)
Une des pièces les plus originales des costumes des hommes est le « Kofia à trou », sur lequel des paroles du coran sont souvent cousues.
Les femmes ont la coutume de s'orner du Msindanu, le masque de beauté au bois de santal.

## Sports
Bien que Les Comores aient une situation économique défavorable, le sport reste l'un des divertissements nationalement pratiqués par les comoriens, notamment le football grâce à la Fédération de football des Comores,qui permet ce divertissement. Le football est pratiqué et par la majorité des comoriens qui en fait une passion. Mais les conditions de jeux ne sont pas aussi réjouissants;les terrains ne sont pas traités
- Sports à Mayotte
- Sports aux Comores
- Comores aux Jeux olympiques
- Comores aux Jeux paralympiques
- Sportifs comoriens, Sportives comoriennes

## Médias
En 2016, le classement mondial sur la liberté de la presse établi chaque année par Reporters sans frontières situe les Comores au 50e rang sur 180 pays. La taille réduite de l'archipel conduit à une certaine forme d'autocensure. Les médias se développent, notamment en ligne, mais souffrent d’un manque de ressources et d'infrastructures.
- Média des Comores (en)
- Télécommunications à Mayotte (en)

### Presse écrite
- Mayotte : Flash Infos Mayotte, Mayotte Hebdo
- Comores[9] : La Gazette[10], Al-Watwan, Comores Mag, Mkomori, Kweli Le Magazine des Comores, KashKazi, le journal des 4 Iles de la Lune, Le Canal, le Quotidien numérique d'informations des îles de la lune, Le Matin des Comores, Al Fajri, L'aurore d'Anjouan, L'Archipel, Masiwa, Comores-Infos, Le patriote, Mlezi, Kwezi, Shinga, Shababi, Maandzish, L'Indépendant, Flash Infos Mayotte, L'Écho des îles Maurice-Seychelles-Comores, La Lettre de l'océan Indien, Écho Développement Agence Presse Océan Indien, Via, La lettre de l'OECA, Le Forum des Iles, Wewu, Démocratie infos, Wushe - L'Eveil, etc

### Radio-Télévision
- Liste des stations de radio aux Comores, Office de radio et télévision des Comores, ORTC-TV
- Liste des stations de radio à Mayotte, Mayotte 1re (radio), Réseau Outre-Mer première, Kwezi TV, Mayotte 1re (télévision)

### Internet
Le 12 avril 2012, Mayotte accède « pour la première fois » à l'internet haut débit après avoir été raccordé au câble sous-marin Lion 2 de France Télécom-Orange.
- Mayotte : Le Journal de Mayotte[12], Mayotte Hebdo[13]
- Comores[14],[9],[15] : Albalad Comores[16], Al-Watwan[17], La Gazette / HZK-Presse[18]

## Littérature
- Littérature comorienne[19]
- KomÉdit, Comores Éditions, B.P. 535, Moroni (Comores)
- La Bouquinerie de Passamainty, 15 route de Vahibé, 97605 Passamainty, Mayotte
- Ressources en Océan Indien (dont édition) sur le site île-en-île

### Auteurs
- Touhfat Mouhtare (1986-)
- Ali Zamir (1987-)[20],[21]
- Nassur Attoumani (1954-)[22]
- Abdou S. Baco[23]
- Salim Hatubou[24]
- Alain-Kamal Martial[25]
- Anssoufouddine Mohamed[26]
- Soeuf Elbadawi[27]
- Mohamed Toihiri[28]
- Nassuf Djailani[29],[30], Les dits du bout de l'île, Roucoulement, L'irrésistible nécessité de mordre dans une mangue
- Baco Mambo Abdou[31]
- Ahmed Bacar Rezida Mohamed (1981-)[32],[33]

### Sites
- Encyclopédie des littératures en langues africaines (ELLAF), site ellaf.huma-num.fr
- Site Soumbala.com, Portail francophone du livre africain
- Virginie Coulon, Bibliographie francophone de littérature africaine, EDICEF/AUPELF, 1994

## Arts visuels

### Peinture
- Mayotte : Bernard Dartois[34],
- Comores :

### Architecture
- Architecture traditionnelle

## Arts de scène

### Musique
- Musiciens comoriens
- Chanteurs comoriens
- Chanteuses comoriennes
- Musiciens et chanteurs mahorais, Association des musiciens de Mayotte[35] : Mikidache[36], Saandati, Babadi, Dady Happy, Zainouni, Les empaffes, Killa Songz, Patsaou, Angaya, Faya Red, Chai, Coud je and Co, Jamma Dim, Omar, Loufti, Adba, Babadi[37]
- Festival Inter Mizik de Mayotte[38]
- Nzumari (de), variété est-africaine d'instrument à anche double
- Kayamb, idiophone

### Danse
- Mayotte
  - danses traditionnelles[39], debaa, M'biwi[40], Chigoma, Wadaha[41]
  - danses actuelles[42]
- Comores
  - danses traditionnelles[43], sambe, shigoma, biyaya, igwadou...
  - danses actuelles, Anissa Thai, Festival international de danse Ntso Uzine[44]

### Théâtre
- Théâtre comorien[45],[46]
- Soumette Ahmed[47]
- Salim Hatubou (1972-2015)[48],[49].

### Cinéma
- Cinéma comorien[50]
- Festival international du film comorien (2012)[51]
- Mahamoud Ibrahim, Les tirailleurs comoriens dans la Première Guerre Mondiale (2014), Escale à Pajol[52]
- Films comoriens
  - Le Mythe de la 5e île (2007), La Résidence Ylang Ylang (2008)
  - L'Ivresse d'une oasis (2011 ou 2015)
  - Yéyamba Wandzé Mdrou Ndo? (es) (2000)
- Réalisatrices comoriennes : Hachimiya Ahamada (1976-)
- Films se déroulant à Mayotte
- Site OI-Films : le cinéma de l'Océan indien

## Tourisme
- Tourisme à Mayotte
- Attraits touristiques des Comores
- Conseils (diplomatie.gouv.fr) aux voyageurs pour les Comores
- Conseils (international.gc.ca) aux voyageurs pour les Comores

## Patrimoine
Le programme Patrimoine culturel immatériel (UNESCO, 2003) n'a rien inscrit pour ce pays dans sa liste représentative du patrimoine culturel immatériel de l'humanité (au 15/01/2016).
Le programme Mémoire du monde (UNESCO, 1992) n'a rien inscrit pour ce pays dans son registre international Mémoire du monde (au 15/01/2016).
Aucune liste de musées ou d'institutions culturelles n'est encore répertoriée, pour ce pays.

### Musées et autres institutions
- Liste de musées aux Comores : Musée national des Comores.

### Liste du Patrimoine mondial
Le programme Patrimoine mondial (UNESCO, 1971) a inscrit dans sa liste du Patrimoine mondial (au 12/01/2016) : Liste du patrimoine mondial aux Comores.

### Discographie
- (en) Music of the Comoro Islands (enreg. Harriet & Martin Ottenheimer), Smithsonian Folkways recordings, Washington, D.C., 1982
- Comores : musiques traditionnelles de l'île d'Anjouan, Maison des Cultures du Monde, Paris ; Auvidis, Antony, 1994
- Comores : chants de femmes, avec Zaïnaba Ahmed (direction artistique et chef de chœur), Musique du Monde Budamusique, Paris, distribution Universal, 2005
- Les littératures des îles de l'océan Indien par Jean-Louis Joubert, (enregistrement lors de la rencontre Couleur saphir, no 91, du 27 février 2004), ARCC, Paris, CD, 51 min

### Filmographie
- Comores : l'archipel de la lune, film documentaire de Marc Mopty, L'Harmattan vidéo, Paris ; Zarafa films, Pantin, 2006, 52 min (DVD)